# Komsa (Berg)
Komsa ist ein 2960 m hoher Berg im ostantarktischen Königin-Maud-Land. Im Gebirge Sør Rondane ragt er zwischen dem Komsbreen und dem Salen auf.
Norwegische Kartografen, die ihn auch benannten, kartierten ihn 1957 anhand von Luftaufnahmen, die bei der US-amerikanischen Operation Highjump (1946–1947) entstanden. Namensgebend eine Wiege, wie sie bei den Sami seit den Zeiten der Komsa-Kultur Verwendung findet.